# Де ла Торре, Франсиско
Франсиско де ла Торре (предположительно Севилья, около 1460 — 1504) — испанский композитор эпохи Возрождения. Автор некоторых сочинений из «Дворцового песенника» (Cancionero de Palacio) и «Песенника Колумбовой библиотеки», ценных памятников испанской ренессансной музыки.

## Биография
Не ранее 1464 года де ла Торре начал служить певцом кафедрального собора в Севилье. В этом качестве он оставался до 1467 года.
На период 1483—1504 годов приходятся его основные общественные достижения, в основном в Неаполитанском королевстве.
1 июля 1483 года он присоединился к Арагонскому хору Королевской капеллы, но вероятно, оставался связанным с Севильей до 1485 года, пока не уехал с хором и арагонским двором в Неаполитанское королевство.
Он снова побывал в Севилье, когда арагонский двор вернулся туда для временного пребывания с конца 1490 до марта 1491.

## Сочинения
Дошедшие до наших дней сочинения де ла Торре траурный респонсорий (Ne recorderis), заупокойный оффиций, десять вильянсико (три духовных, семь светских) и одну инструментальную пьесу танцевального характера.
По мнению американского музыковеда Роберта Стивенсона, его «траурная музыка, в частности мотет Libera me, отличаются красотой и выразительностью». Четыре из семи его светских вильянсико могут быть классифицированы как романсы, имеющие что-то общее с сочинениями нидерландского композитора Хуана де Урреде, творившего в Испании поколением ранее. Одно вильянсико, Pascua d’Espíritu Sancto, было составлено к празднику Крови и Тела Христовых на следующий день после реконкисты Ронды 1 июня 1485 года. Оно основано на отрывке из стихотворного отчета Эрнандо де Рибера о Гранадской войне. В другом его духовном вильянсико «Скажи мне, печальное сердце» (Dime, triste coraçón) в теноре (вторичном устое) прописана гармоническая формула фолии.
Пьеса танцевального характера да ла Торре озаглавлена Danza alta, однако, основана на мелодии знаменитого бас-данса «Испания» (La Spagna).
Сочинения де ла Торре изданы в сборнике «La música en la corte de los Reyes Católicos» под редакцией Англеса в 1947—1951 годах.